# Sự cố Chichi-jima
Sự cố Chichijima (còn được biết đến là sự cố Ogasawara) diễn ra vào cuối năm 1944. Các binh sĩ Nhật đã sát hại tám phi công Hoa Kì tại Chichi-jima, Quần đảo Ogasawara và đã ăn thịt bốn người trong số họ.

## Sự cố
Chín phi công Hoa Kì đã thoát khỏi máy bay sau khi bị bắn rơi trong các cuộc không kích vào Chichi-jima, một hòn đảo nhỏ cách 700 dặm (1.100 km) phía Nam Tokyo, vào tháng 9 năm 1944. Tám trong số các phi công, gồm Lloyd Woellhof, Grady York, James "Jimmy" Dye, Glenn Frazier Jr., Marvell "Marve" Mershon, Floyd Hall, Warren Earl Vaughn, và Warren Hindenlang đã bị bắt và cuối cùng bị hành quyết. Người thứ chín, và cũng là người duy nhất thoát được sự truy bắt là Tổng thống tương lai của Hoa Kì George H. W. Bush, khi đó đang là một phi công 20 tuổi.
Sau chiến tranh, người ta phát hiện rằng các phi công bị bắt đã bị đánh đập và tra tấn trước khi bị hành quyết. Những phi công này đã bị chém đầu theo lệnh của Trung tướng Tachibana Yoshio. Sau đó, các sĩ quan Nhật đã ăn một phần thi thể của bốn người trong số họ.

## Xét xử
Yoshio, cùng với 11 binh sĩ Nhật khác, đã bị xét xử vào tháng 8 năm 1946 liên quan đến việc hành quyết phi công hải quân Hoa Kỳ, và ăn thịt ít nhất một trong số họ vào tháng 8 năm 1944. Do luật quân sự và luật pháp quốc tế thời đó không quy định cụ thể về hành vi ăn thịt người, họ đã bị truy tố về tội giết người và “ngăn cản việc mai táng tử tế”.(tr86)
Vụ việc này đã được điều tra trong một phiên tòa tội ác chiến tranh năm 1947. Trong số 30 binh sĩ Nhật bị truy tố, bốn sĩ quan (gồm Trung tướng Yoshio, Thiếu tá Matoba và Đại úy Yoshii) bị kết tội và bị treo cổ. Tất cả binh sĩ cấp dưới và Sĩ quan Quân y Tập sự Teraki Tadashi đều được trả tự do trong vòng tám năm.
Phó Đô đốc Kunizo Mori, chỉ huy Căn cứ không quân Chichi-Jima vào thời điểm xảy ra vụ việc, tin rằng việc ăn gan người có lợi cho sức khỏe. Ban đầu ông bị kết án tù chung thân vì liên quan đến vụ việc. Tuy nhiên, sau khi cấp dưới của ông bị kết án vì giết hại tù binh trong thời gian ở Mặt trận phía Nam, ông bị kết án tử hình và bị treo cổ trong một phiên tòa riêng do Hà Lan tổ chức, nơi xét xử các tội ác chiến tranh tại Đông Ấn Hà Lan.

## Sách
Trong cuốn sách bán chạy nhất Flyboys: A True Story of Courage, tác giả người Mỹ James Bradley đã mô tả chi tiết nhiều trường hợp ăn thịt tù binh phe Đồng minh trong Thế chiến thứ hai bởi những kẻ giam giữ người Nhật. Bradley tuyên bố rằng điều này không chỉ bao gồm nghi thức ăn thịt người của các tù nhân mới bị giết, mà còn cả việc ăn thịt tù nhân trong nhiều ngày.